# Tru Valentino
Truman "Tru" Valentino (Frankfurt, 8 december 1989) is een Amerikaanse acteur. Hij is bekend van zijn rol als Aaron Thorsen in The Rookie en Cuphead in The Cuphead Show!. 

## Vroege leven
Tru Valentino werd geboren op 8 december 1989 in Frankfurt, Duitsland. Jaren later verhuisde zijn familie naar Waynesville, Missouri, in de Verenigde Staten, waar hij afstudeerde aan de Waynesville High School.

## Carrière
Hij is lid van de Sunday Company van het Groundlings Theatre and School of Los Angeles en was te gast in veel van hun voorstellingen, waaronder de improvisatieshow Cookin' With Gas en de sketch-liveshow Sunday Night Fever. Valentino speelde een terugkerende rol in het vierde seizoen van de ABC-serie The Rookie. In juli 2022 werd hij een vaste acteur vanaf het vijfde seizoen. In augustus 2024 bevestigde Valentino dat hij niet in het zevende seizoen zou spelen en de serie zou verlaten. In 2023 sprak hij de stem van Cyborg in in de direct-to-video film Justice League x RWBY: Super Heroes & Huntsmen.

## Films
| Year | Title                                          | Role                                     | Notes                     |
| ---- | ---------------------------------------------- | ---------------------------------------- | ------------------------- |
| 2021 | The Loud House Movie                           | Fish Shoppe Owner (voice)                | Netflix original film     |
| 2022 | Beavis and Butt-Head Do the Universe           | McCabe, Head Corrections Officer (voice) | Paramount+ exclusive film |
| 2023 | Justice League x RWBY: Super Heroes & Huntsmen | Cyborg, Kilg%re (voice)                  | Direct-to-video           |

Televisie
| Year         | Title                            | Role                                           | Notes                                                           |
| ------------ | -------------------------------- | ---------------------------------------------- | --------------------------------------------------------------- |
| 2019         | Hot Streets                      | Jon, Tony (voice)                              | Episode: "Hot Streets Disease"                                  |
| 2019, 2021   | Archibald's Next Big Thing       | Chip, Shane (voice)                            | 2 episodes                                                      |
| 2019-2021    | Fast & Furious: Spy Racers       | Gary, Julius, Scadan, Williams (voice)         | 41 episodes                                                     |
| 2020-2021    | Trolls: TrollsTopia              | Blaze Powerchord (voice)                       | 3 episodes                                                      |
| 2020-2021    | The Casagrandes                  | Blaze (voice)                                  | 2 episodes                                                      |
| 2020-2022    | Madagascar: A Little Wild        | Various voices                                 | 26 episodes                                                     |
| 2020-2022    | The Mighty Ones                  | Dave, Carder, additional voices                | 15 episodes                                                     |
| 2021         | Ridley Jones                     | Visitor Dad (voice)                            | Episode: "Ready or Not, Here I Come/Some Like It Hot"           |
| 2021-present | Spidey and His Amazing Friends   | T'Challa / Black Panther, additional voices    | 18 episodes                                                     |
| 2021-2024    | The Rookie                       | Aaron Thorsen                                  | Main role (seasons 5–6); Recurring role (season 4), 34 episodes |
| 2022         | FreakAngels                      | Jack (voice)                                   | Miniseries                                                      |
| 2022-2023    | Kung Fu Panda: The Dragon Knight | Various voices                                 | 5 episodes                                                      |
| 2022-2023    | Beavis and Butt-Head             | Various voices                                 | 9 episodes                                                      |
| 2022         | We Baby Bears                    | Various voices                                 | 3 episodes                                                      |
| 2022         | The Cuphead Show!                | Cuphead, additional voices                     | Main role, 36 episodes                                          |
| 2022-2023    | The Croods: Family Tree          | Hwan (voice)                                   | 3 episodes                                                      |
| 2023         | The Boss Baby: Back in the Crib  | Bobber the Cub, Floaties Security Baby (voice) | Episode: "Floaties"                                             |
| 2025         | StuGo                            | Zarconium, Doorbell (voice)                    | Episode: "Pea-Brained Mutant Crystal Nuptials"                  |

### Video games
| Year | Title                                      | Role   | Notes |
| ---- | ------------------------------------------ | ------ | ----- |
| 2020 | Rocket Arena                               | Gant   | Voice |
| 2021 | Psychonauts 2                              | Adam   |       |
| 2021 | Fast & Furious Spy Racers: Rise of SH1FT3R | Scadan |       |